# Chronique paysanne en Gruyère
Pour plus de détails, voir Fiche technique et Distribution.
Chronique paysanne en Gruyère est un film suisse réalisé par Jacqueline Veuve et sorti en 1991.

## Synopsis
Une année avec ses travaux et ses fêtes en compagnie de la famille de Conrad et Louise Bapst, « petits paysans » à La Roche - et à l'alpage l'été - où l'on fabrique le gruyère de façon artisanale.

## Fiche technique
- Titre : Chronique paysanne en Gruyère
- Réalisation : Jacqueline Veuve
- Scénario : Jacqueline Veuve
- Photographie : Hugues Ryffel
- Son : Pierre-André Luthy
- Montage : Edwige Ochsenbein
- Musique : André-Daniel Meylan
- Société de production : Aquarius Film Production
- Pays de production :  Suisse
- Genre : documentaire
- Durée : 87 minutes
- Date de sortie : 
  - Suisse : janvier 1991[1]

## Sélections
- Festival international du film de Locarno 1991[2]